# Der grimmig Tod mit seinem Pfeil
Der grimmig Tod mit seinem Pfeil ist ein deutschsprachiges geistliches Volkslied, das vom Tod handelt.

## Geschichte und Überlieferung
Das Lied findet sich erstmals 1617 in einem Paderborner Gesangbuch unter der Überschrift Ein ganz andächtig Lied von dem Tode. Es hat dort 19 Strophen, die aber in den nachfolgenden Drucken auf 4 bis 6 Strophen gekürzt wurden.
Die Melodie geht auf den Pavierton zurück, ein Landsknechtslied, das die Schlacht bei Pavia im Jahr 1525 thematisiert. Wohl bereits seit 1529, sicher seit 1533 ist die Melodie mit Lazarus Spenglers lutherischem Katechismustext Durch Adams Fall ist ganz verderbt verbunden, mit dem sie im Werk Johann Sebastian Bachs erscheint. In der Folgezeit wurden ihr auch andere Texte unterlegt.
Der Verfasser des Textes von 1617 ist umstritten. Nach einer Auffassung wird er dem Theologen Balthasar Bidembach (1533–1578) zugeschrieben, der an einer schweren Krankheit litt und mit diesem Text seinen eigenen nahenden Tod verarbeitet haben soll. Nach einer anderen Meinung handelt es sich um die Übersetzung eines lateinischen Gedichts auf den 1613 verstorbenen Herzog Heinrich Julius. Obwohl Bidembach lutherisch war, wurde der Liedtext nach 1617 in zahlreichen katholischen Gesangbüchern gedruckt. Bis zum 19. Jahrhundert war das Lied wieder aus den geistlichen Gesangbüchern verschwunden, wie Franz Magnus Böhme 1894 mit Genugtuung konstatierte: „Ein schreckenerregendes, durch seine gemeine Sprache abscheuliches Gedicht ist es, darum mit Recht aus den Kirchengesangbüchern entfernt.“ Der Komponist Adam Gumpelzhaimer (1559–1625) machte aus der erste Strophe Der grimmig Tod mit seinem Pfeil tut nach dem Leben zielen einen Kanon.

## Text
Der nachfolgende Text bietet die Fassung aus dem von Ludwig Erk im Jahre 1894 erschienenen Deutschen Liederhort:
1. Strophe

Der grimmig Tod mit seinem Pfeil

thut nach dem Leben zielen.

Sein’n Bogen schießt er ab mit Eil

und läßt mit sich nicht spielen.

Das Leben schwindt

wie Rauch im Wind,

kein Fleisch mag ihm entrinnen,

kein Gut noch Schatz

findt bei ihm Platz,

du mußt mit ihm von hinnen.

2. Strophe

Kein Mensch auf Erd uns sagen kann,

wann wir von hinnen müssen;

wann der Tod kommt und klopfet an,

so muss man ihm aufschließen.

Er nimmt mit Gwalt

hin Jung und Alt,

thut sich vor Niemand scheuen:

Des Königs Stab

bricht er bald ab

und führt ihn an den Reihen.

3. Strophe

Vielleicht ist heut der letzte Tag,

den du noch hast zu leben.

O Mensch, veracht nicht, was ich sag:

nach Tugend solt du streben!

Wie mancher Mann

wird müssen dran,

so hofft noch viel der Jahren,

und muss doch heint,

weil d’Sonne scheint,

zur Höll hinunter fahren.

4. Strophe

Darumb, mein Seel’, bis stets bereit,

thu allzeit männlich wachen;

wenn der Tod kommt zu jeder Frist,

will dir den Garaus machen,

so kannst du dich

frei ritterlich

mit ihm in Kampf begeben;

ein große Kron

trägst du darvon,

wenn er dir nimmt das Leben.

5. Strophe

O Creatur, laß fahren hin,

den Schöpfer solt du lieben!

Was d’hier verleurst, ist dorten G’winn,

kein Schad laß dich betrüben!

Mit Seel und Leib

dich ihm verschreib,

alsdann so laß ihn walten,

so wird er dich,

glaubs sicherlich,

in seinem Schutz erhalten.

6. Strophe

Der dieses Liedle hat gemacht,

von neuem hat gesungen,

der hat gar oft den Tod betracht

und letztlich mit ihm g’rungen;

liegt jetzt im Hohl,

ihm es thut wohl,

tief in der Erd verborgen:

Sieh auf dein Sach,

du mußt hernach,

es sei heut oder morgen.